# Caterina Vitale
Caterina Vitale (maltesisch Katarina Vitale, auch La Speziala genannt; * 1566 in Griechenland; † 1619 in Syrakus) war die erste Pharmazeutin und Chemikerin in Malta sowie die erste Apothekerin des Ritter- und Hospitalordens von Malta.

## Leben
Caterina Vitale stammte aus Griechenland. Sie heiratete Ettore Vitale, den Apotheker des Hospitalordens. Als ihr Ehemann 1590 starb, musste sie die Apotheke als ihr Erbe beim Zivilgericht der Castellania einklagen. Damit erhielt sie die Aufgabe, Medikamente an das Krankenhaus Sacra Infermeria des Ordens zu liefern. Vitale wurde eine erfolgreiche Geschäftsfrau, kam zu großem Wohlstand und war als Wohltäterin der Karmeliter bekannt.
Caterina Vitale starb 1619 in Syrakus auf Sizilien. Ihr Leichnam wurde nach Valletta gebracht und in der Karmeliterkirche begraben.
Nach einer Darstellung von Christine Muscat war Vitale bei ihrer Heirat 12 Jahre alt und wurde im Alter von 14 Jahren Apothekerin, nachdem ihr Mann getötet wurde, als vor seinem Haus eine Bombe explodierte. Sie habe auch Prostitution betrieben und die Ordensritter anschließend erpresst. Sie habe ihre acht Sklaven ausgepeitscht und misshandelt. Die Sklaven gingen dreimal zum Gericht und beschwerten sich, aber Vitale sei wegen ihrer Verbindungen niemals zur Rechenschaft gezogen worden.

## Stiftungen
Vitale setzte den Monte della Redenzione degli Schiavi als ihren Universalerben ein. Diese 1607 von Alof de Wignacourt gegründete Institution, kaufte christliche Malteser frei, die in die Hände von Piraten gefallen waren. Es wurden jedoch auch in Malta versklavte Moslems ausgetauscht.
Zu ihrem Besitz, der dem Monte della Redenzione zufiel, gehörte umfangreicher Grundbesitz in Fego di Salamone (heute Selmun). Auf diesem Grundstück wurde im 18. Jahrhundert der Selmun-Palast und das Mistra-Tor errichtet. Hinzu kam das Haus Nr. 138 in der Archbishop Street; ihre Nichte Annica Faienza erbte dort das Haus Nr. 135. Vitales Tochter Isabella, die zeitweilig im Nonnenkloster Maria Magdalena lebte, klagte ihrerseits bei der Castellania  auf ihr Erbe. Das Kloster erhielt schließlich ein Fünftel des Vermögens.
Durch das Erbe Vitales erhielt der Monte della Redenzione erstmals die Geldmittel, um regelmäßig Malteser freikaufen zu können. Im Jahr 1787 wurde die Stiftung mit dem Monte di Pietà (Monte di Sant’Anna) zum Monte di Pietà e Redenzione degli Schiavi zusammengelegt. Der Freikauf von Sklaven lief im frühen 19. Jahrhundert aus, worauf die Stiftung in Monte di Pietà umbenannt wurde. Als unabhängige Institution war diese bis 1977 tätig, seit April 1977 ist das Finanzministerium zuständig. Der Monte di Pietà vergibt bis heute Pfandkredite mit einer Laufzeit von bis zu drei Jahren.